# Подгора (Сапна)
Подгора је насеље у општини Сапна, Босна и Херцеговина.

## Историја
Подгора је до рата у цјелини било у саставу општине Лопаре.

## Становништво
|             | 2013.      | 1991.        | 1981.        | 1971.        |
| Укупно      | 0 (0,000%) | 519 (100,0%) | 599 (100,0%) | 627 (100,0%) |
| Срби        | –          | 513 (98,84%) | 597 (99,67%) | 627 (100,0%) |
| Југословени | –          | 5 (0,963%)   | 1 (0,167%)   | –            |
| Хрвати      | –          | 1 (0,193%)   | –            | –            |
| Бошњаци     | –          | –            | 1 (0,167%)1  | –            |

1. 1 На пописима од 1971. до 1991. Бошњаци су пописивани углавном као Муслимани.